# Big Cheese (revista)
Big Cheese é uma revista independente inglesa que cobre principalmente música alternativa, incluindo punk, rock e heavy metal. É uma revista mensal.

## Conteúdo
A revista cobre as novidades mais recentes do mundo da música com notícias, entrevisas, performances ao vivo, competições e além de postar criticas de álbuns e filmes.